# Inobulbum
Inobulbum is een geslacht van drie soorten orchideeën uit de onderfamilie Epidendroideae. Het geslacht is afgesplitst van Dendrobium.
Het zijn zeldzame, epifytische orchideeën die endemisch zijn in Nieuw-Caledonië. Ze verschillen van Dendrobium door de vezelige bladscheden aan de pseudobulben.

## Naamgeving enetymologie
- Synoniem: Dendrobium Sw. (1799), Inobulbon Schltr. & Kraenzl. (1910)

De botanische naam Inobulbum is afkomstig van het Oudgriekse 'inos' (vezel) en 'bulbon' (knol), wat slaat op het vezelige bladscheden ronde de pseudobulben.

## Kenmerken
Inobulbum-soorten zijn kleine tot middelgrote epifytische planten met pseudobulben, die bij volwassen planten volledig omgeven zijn door vezelige bladscheden. De bloeiwijze is een lange, vertakte en afhangende tros met tientallen tot honderden bloemen.

## Habitaten verspreiding
Inobulbum-soorten groeien op bomen in warme, vochtige en schaduwrijke regenwouden. De drie soorten zijn endemisch in Nieuw-Caledonië.

## Taxonomie
Inobulbum is in het verleden afgesplitst van het geslacht Dendrobium. Het is recent in de subtribus Grastidiinae geplaatst.
Het geslacht telt in de meest recent geaccepteerde taxonomie drie soorten. De typesoort is Inobulbum munificum.

### Soortenlijst
- Inobulbum layardii (F.Muell. & Kraenzl.) M.A.Clem. & D.L.Jones (1998)
- Inobulbum munificum (Finet) Kraenzl. (1910)
- Inobulbum muricatum (Finet) Kraenzl. (1910)